# Lesueur Conservation Park
Lesueur Conservation Park, före 2002 Cape Hart Conservation Park,  är en park i Australien. Den ligger i delstaten South Australia, omkring 110 kilometer sydväst om delstatshuvudstaden Adelaide. Den ligger på ön Kangaroo Island.
Trakten är glest befolkad. Närmaste större samhälle är Penneshaw, omkring 20 kilometer nordväst om Lesueur Conservation Park. 
Genomsnittlig årsnederbörd är 863 millimeter. Den regnigaste månaden är juni, med i genomsnitt 172 mm nederbörd, och den torraste är januari, med 24 mm nederbörd.